# Palacio Itamaraty
El Palacio Itamaraty (en portugués: Palácio Itamaraty), también conocido como Palacio de los Arcos (Palácio dos Arcos), es un edificio brasileño ubicado en Brasilia, sede del Ministerio de Relaciones Exteriores de Brasil. Es considerado como la obra maestra del arquitecto Oscar Niemeyer. Actualmente, tres edificios componen la sede del Ministerio: el Palacio, y los Anexos I y II.
El palacio fue diseñado por Niemeyer, el cálculo estructural es obra del ingeniero Joaquim Cardozo y el proyecto ejecutivo fue desarrollado por el arquitecto Milton Ramos. El palacio fue inaugurado oficialmente el 20 de abril de 1970 por el presidente Emilio Garrastazu Médici, aunque su primera recepción oficial se produjo el 14 de marzo de 1967 y se abrió al público al día siguiente.
En su interior posee obras de artistas como Athos Bulcão, Rubem Valentim, Sérgio Camargo, Maria Martins y Alfredo Volpi. El paisajismo interno y externo es un trabajo de Roberto Burle Marx. En la parte delantera del Palacio, frente al espejo de agua, se encuentra la escultura Meteoro, diseñada por Bruno Giorgi. El palacio posee el mayor vestíbulo sin columnas de América Latina, con un área de 2 800 metros cuadrados, siendo además considerado el edificio más rico artísticamente y mejor conservado de la Explanada de los Ministerios.
La expresión "Itamaraty",  se utiliza frecuentemente para referirse al Ministerio de Relaciones Exteriores y al conjunto de la diplomacia brasileña.

## Palacio de los Arcos

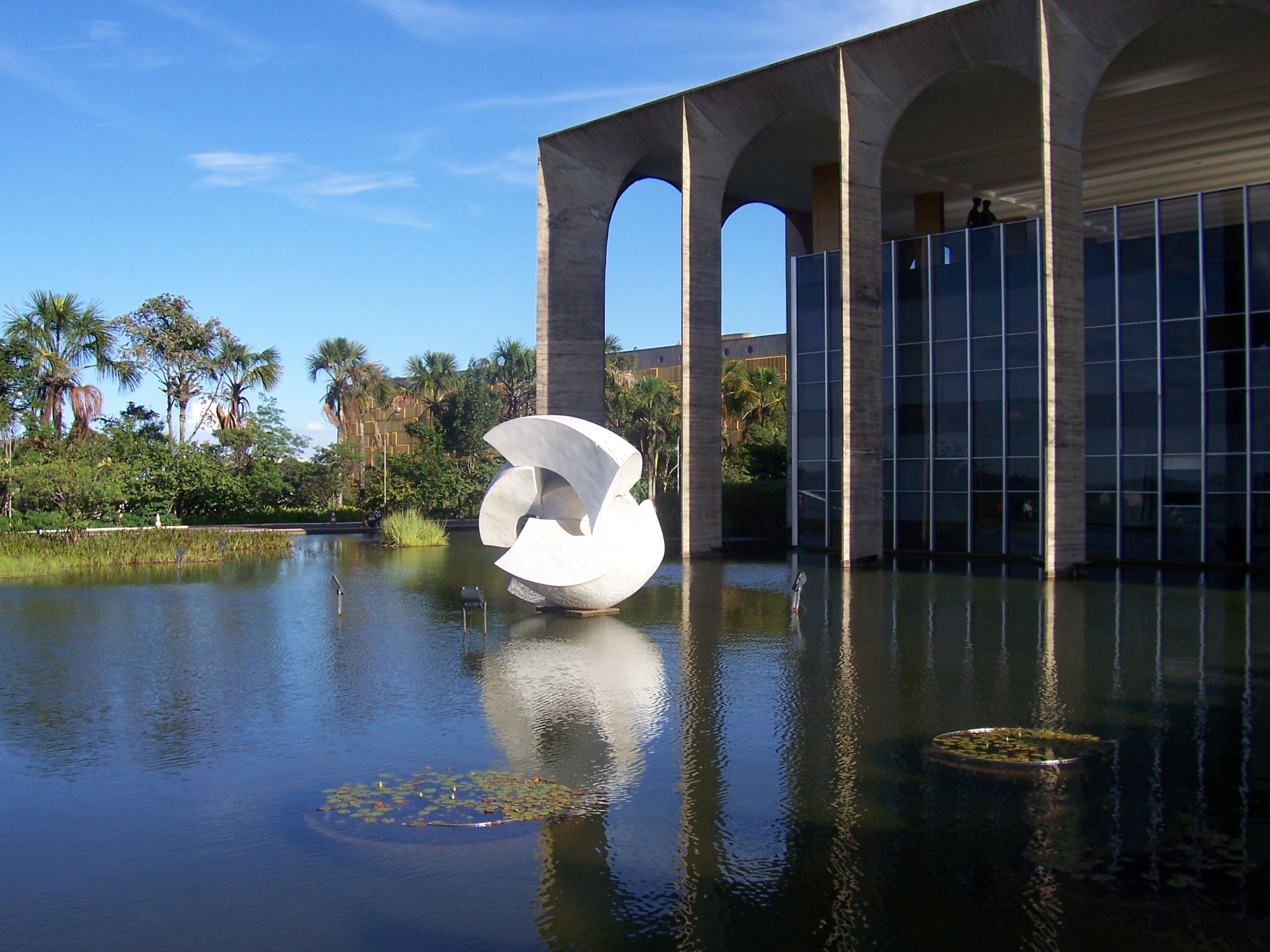
Escultura "Meteoro", diseñada por Bruno Giorgi.

Inicialmente se le llamó Palacio de los Arcos, por los arcos que componen su fachada. Sin embargo, la tradición del nombre Itamaraty se impuso y proviene del edificio que albergó al ministerio, en Río de Janeiro, hasta 1970 y que se llamaba Palacio de Itamaraty.
La primera piedra del palacio se colocó el 12 de septiembre de 1960, sin embargo, debido a las dificultades con el proyecto, fue inaugurado el día del Diplomata, el 20 de abril de 1970 por el presidente Emílio Garrastazu Médici y por el ministro de Relaciones Exteriores, el embajador Mário Gibson Barbosa.
Es el palacio en el que el jefe del Estado recibe a representantes de distintos países. En este caso, se convierte en un espacio de celebraciones de eventos importantes. Fue visitado por grandes nombres como el exjugador brasileño de fútbol Pelé, que asistió a la inauguración en 1970, y por algunos jefes de Estado como la Reina Elizabeth II del Reino Unido en 1968, también obtuvo una gran atención internacional por parte de los presidentes americanos Ronald Reagan, en 1982 y del Barack Obama, en 2011.

## Funcionalidades
El "Ministerio de las Relaciones Exteriores", también llamado Itamaraty, es el órgano del Poder Ejecutivo responsable de la política exterior y de las relaciones internaciones de Brasil, en los ámbitos bilateral, regional y multilateral. El Ministerio asesora el Presidente de la República en la formulación de la política exterior de Brasil y en la ejecución de las relaciones diplomáticas con países y organismos internacionales.
Con una red de más de 220 representaciones en todo el mundo, el Ministerio promueve los intereses del País en el exterior, ayuda a los ciudadanos brasileños y apoya a las empresas brasileñas en el extranjero.

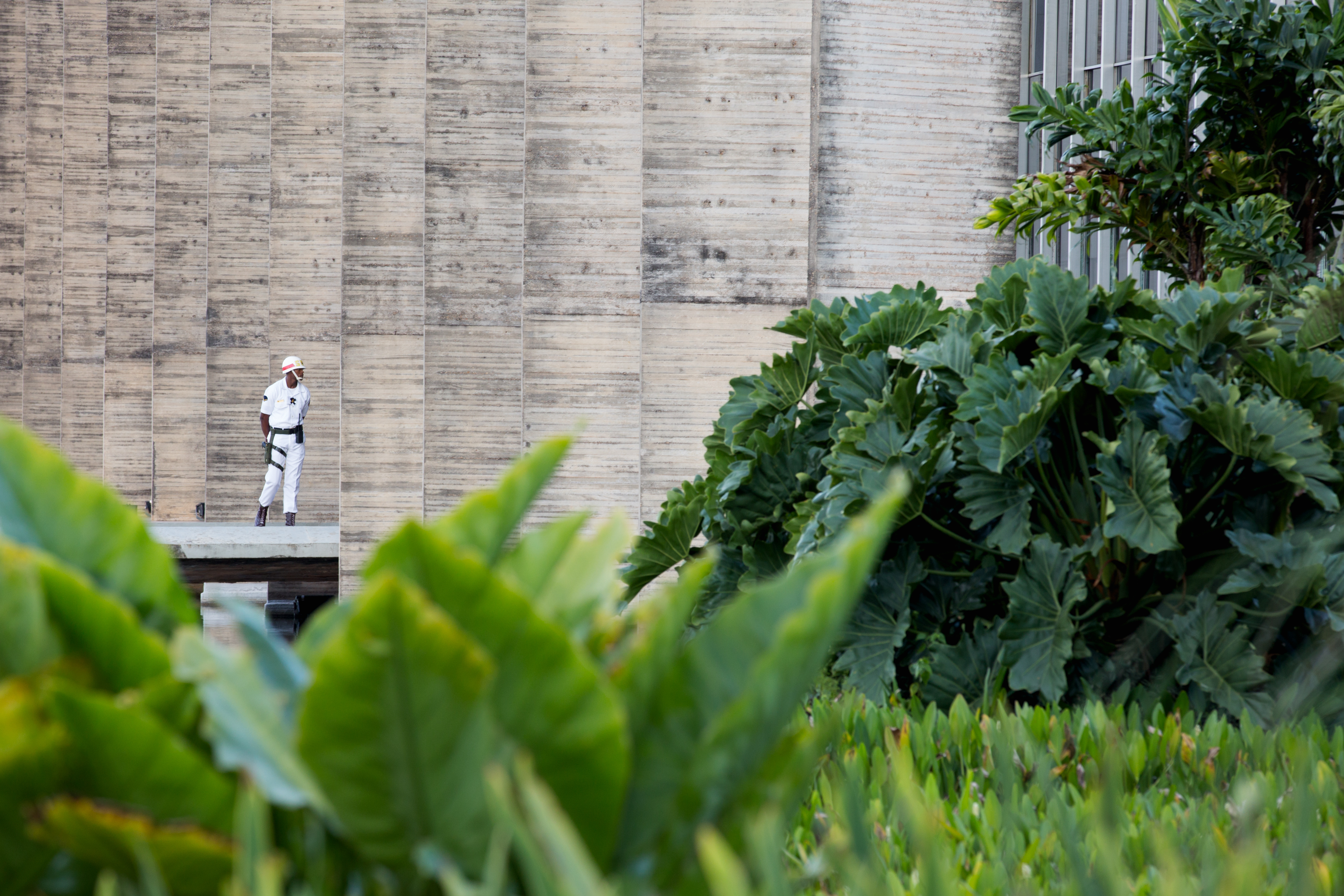
Anexo 2 Palácio Itamaraty, Brasília - DF

## Anexo II
“Anexo ll”, también conocido como “Bolo de noiva” (Tarta de boda), por su forma circular, fue diseñado por Niemeyer entre los años 1974 y 1975. Su construcción comenzó en 1979 y fue inaugurado en 1986.